# Roldana carlomasonii
Roldana carlomasonii là một loài thực vật có hoa trong họ Cúc. Loài này được (B.L.Turner & T.M.Barkley) C.Jeffrey miêu tả khoa học đầu tiên năm 1992.